# 小鸥

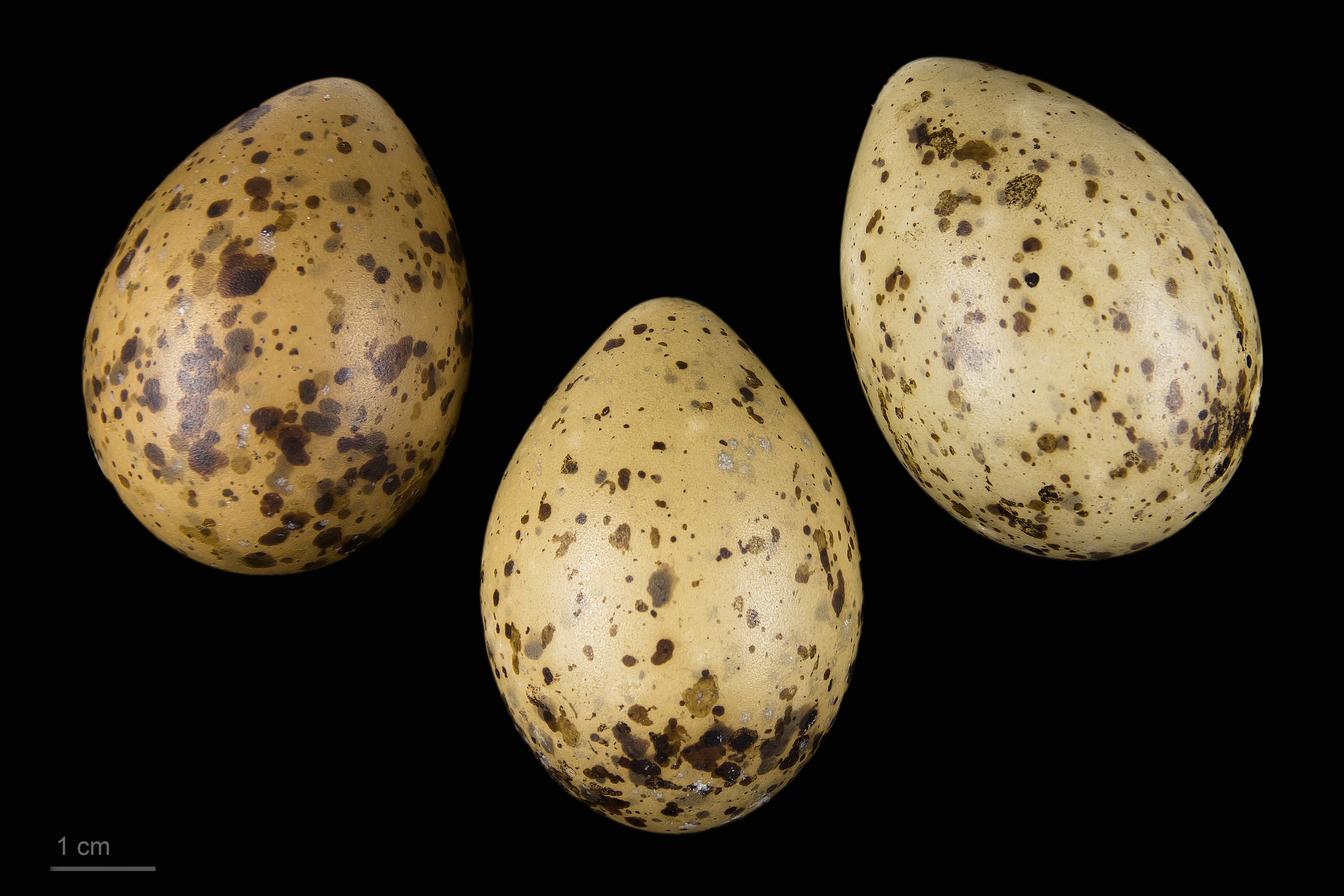
卵 Hydrocoloeus minutus

小鸥（学名：Larus minutus）为鸻形目鸥科鸥属的一种鸟类。分布于欧亚大陆北部，包括中国大陆内蒙古、新疆、江苏等地。该物种的模式产地在西伯利亚。其种加词“minutus”意为“小的”。

## 保护
- 中国国家重点保护动物等级：二级